# 2007-es magyar atlétikai bajnokság
A 2007-es magyar atlétikai bajnokság a 112. bajnokság volt.

## Helyszínek
- téli dobóbajnokság: február 24., Puskás Ferenc Stadion edzőpálya; március 4., Iharos pálya (gerelyhajítás)
- 50 km gyaloglás: március 24., Gyűgy
- mezeifutás: március 31., Nadap
- 20 km gyaloglás: április 29., Békéscsaba
- 10 000 m: május 12., Pécs
- hétpróba: június 16–17., Budapest
- 10 km gyaloglás: június 16., Miskolc
- pályabajnokság: július 28–29., Székesfehérvár
- félmaraton: szeptember 2., Budapest
- tízpróba, szeptember 15–16., Puskás Ferenc Stadion
- maraton: szeptember 30., Budapest

## Eredmények

### Férfiak
| Versenyszám             | Arany                                                                       | Arany    | Ezüst                                                  | Ezüst    | Bronz                                                   | Bronz    |
| ----------------------- | --------------------------------------------------------------------------- | -------- | ------------------------------------------------------ | -------- | ------------------------------------------------------- | -------- |
| 100 m                   | Németh Roland Ferencvárosi TC                                               | 10,48    | Németh Gergely Ferencvárosi TC                         | 10,57    | Miklós Péter Bp. Honvéd                                 | 10,59    |
| 200 m                   | Miklós Péter Bp. Honvéd                                                     | 21,23    | Resán Gergely Nyíregyházi VSC                          | 21,61    | Kujbus György Nyíregyházi VSC                           | 21,90    |
| 400 m                   | Mucsi Róbert Szegedi VSE                                                    | 47,59    | Takács Dávid VEDAC                                     | 47,72    | Molnár Balázs Alba Regia AK                             | 47,90    |
| 800 m                   | Kazi Tamás TFSE                                                             | 1:49,64  | Takács Dávid VEDAC                                     | 1:50,80  | Wágner Gábor Ikarus BSE                                 | 1:51,96  |
| 1500 m                  | Csillag Balázs AC Szekszárd                                                 | 3:47,76  | Szemeti Péter Újpesti TE                               | 3:49,08  | Sántavy Zoltán Pécsi FK                                 | 3:50,45  |
| 5000 m                  | Végh Tibor Alba Regia AK                                                    | 14:31,80 | Ott Balázs Pécsi FK                                    | 14:37,39 | Kovács Tamás VEDAC                                      | 14:40,44 |
| 10 000 m                | Minczér Albert VEDAC                                                        | 29:59,58 | Tóth László Pécsi FK                                   | 30:18,12 | Ott Balázs Pécsi FK                                     | 30:27,77 |
| 110 m gát               | Baji Balázs Békécsabai AC                                                   | 14,48    | Szabó Attila Debreceni SC                              | 14,69    | Kasper István TFSE                                      | 14,70    |
| 400 m gát               | Molnár Balázs Alba Regia AK                                                 | 52,03    | Agócs Zsolt KSI                                        | 53,73    | Balasi Imre Békési DAC                                  | 54,29    |
| 3000 m akadály          | Ott Balázs Pécsi FK                                                         | 8:50,45  | Végh Tibor Alba Regia AK                               | 8:53,82  | Tóth László Pécsi FK                                    | 8:58,92  |
| 4 × 100 m               | Arnhoffer Károly Németh Gergely Németh Roland Pásztor Gábor Ferencvárosi TC | 40,61    | TFSE                                                   | 41,03    | Bp. Honvéd                                              | 41,43    |
| 4 × 400 m               | Baglyas Tamás Kovács Csaba Licsák András Molnár Balázs Alba Regia AK        | 3:15,05  | Takács Dávid VEDAC                                     | 3:15,11  | TFSE                                                    | 3:15,11  |
| magasugrás              | Lehoczky Árpád ASE                                                          | 2,10 m   | Boros László Debreceni SCZsivoczky Attila Debreceni SC | 2,05 m   |                                                         |          |
| rúdugrás                | Szörényi Zoltán Gödöllői EAC                                                | 5,30 m   | Skoumal Péter Debreceni SC                             | 5,20 m   | Váczi János Zalaegerszegi AC                            | 5,10 m   |
| távolugrás              | Ecseki Dániel Szolnoki MÁV                                                  | 7,62 m   | Margl Tamás Tatabányai SC                              | 7,31 m   | Virovecz István BVSE                                    | 7,26 m   |
| hármasugrás             | Ungvári Péter KSI                                                           | 15,02 m  | Fejős Bence Ferencvárosi TC                            | 14,92 m  | Varga Lóránt Nyíregyházi VSC                            | 14,39 m  |
| súlylökés               | Kürthy Lajos Mohácsi TE                                                     | 19,12 m  | Bíber Zsolt Szolnoki MÁV                               | 18,44 m  | Páli Viktor VEDAC                                       | 17,60 m  |
| diszkoszvetés           | Máté Gábor Csabai ASE                                                       | 64,80 m  | Kővágó Zoltán Bp. Honvéd                               | 63,23 m  | Mozsdényi Dávid TFSE                                    | 54,15 m  |
| kalapácsvetés           | Pars Krisztián Dobó SE                                                      | 79,82 m  | Németh Kristóf Dobó SE                                 | 71,86 m  | Németh Zsolt Dobó SE                                    | 71,46 m  |
| gerelyhajítás           | Olteán Csongor Albertirsai SE                                               | 72,39 m  | Papp Bence Váci Reménység                              | 69,35 m  | Magyari Zoltán Dunakeszi VSE                            | 66,22 m  |
| tízpróba                | Szabó Attila Debreceni SC-SI                                                | 7545     | Skoumal Péter Debreceni SC-SI                          | 7350     | Polónyi Tamás Szolnoki MÁV                              | 6925     |
| félmaraton              | Ott Balázs Pécsi FK                                                         | 1:07:19  | Benedek Zsolt Békéscsabai AC                           | 1:07:31  | Tóth László Pécsi FK                                    | 1:08:01  |
| félmaraton csapat       | Rezessy Gergely Szabó Imre Zatykó Miklós Vasas                              | 3:26:37  | Ott Balázs Tóth László Somogyi Norbert Pécsi FK        | 3:26:57  | Tóth Tamás Bogos Tamás Kovács Ádám MISI SC              | 3:27:24  |
| maraton                 | Tóth Tamás MISI SC                                                          | 2:24:40  | Biri Ferenc Gyulai SE                                  | 2:25:14  | Rezessy Gergely Vasas                                   | 2:26:10  |
| maraton csapat          | Rezessy Gergely Kustos Szabolcs Zatykó Miklós Vasas                         | 7:26:49  | Tóth Tamás Bogos Tamás Hegyaljai Attila MISI SC        |          |                                                         |          |
| mezeifutás 6 km         | Tóth László Pécsi FK                                                        | 18:39    | Sántavy Zoltán Pécsi FK                                | 18:48    | Minczér Albert VEDAC                                    | 18:49    |
| mezeifutás 12 km        | Ott Balázs Pécsi FK                                                         | 37:54    | Tóth Tamás MISI SC                                     | 38:02    | Rezessy Gergely Vasas                                   | 39:00    |
| mezeifutás 6 km csapat  | Tóth László Sántavy Zoltán Kaltenecker Gábor Pécsi FK                       | 13       | Minczér Albert Búcsú Dénes Ádók Roland VEDAC           | 22       | Juhász András Horváth Béla Kovács Krisztián Hunyadi DSE | 29       |
| mezeifutás 12 km csapat | Rezessy Gergely Zatykó Miklós Szabó Imre Vasas                              | 15       | Tóth Tamás Bogos Tamás Kovács Ádám MISI SC             | 25       | Ott Balázs Somogyi Norbert Tóth Szilárd Pécsi FK        | 30       |
| 20 km gyaloglás         | Dudás Gyula MISI SC                                                         | 1:27:45  | Kapéri Levente MISI SC                                 | 1:28:54  | Novák László Bp. Honvéd                                 | 1:29:35  |
| 20 km gyaloglás csapat  | Vozár Attila Márta Tibor Havasi Balázs Békéscsabai AC                       | 4:42:37  | Dudás Gyula Kapéri Levente Illés Márk MISI SC          | 5:02:43  | Bp. Honvéd                                              | 5:07:19  |
| 50 km gyaloglás         | Czukor Zoltán Komlói BSE                                                    | 4:09:31  | Dudás Gyula MISI SC                                    | 4:15:20  | Novák László Bp. Honvéd                                 | 4:25:18  |
| 50 km gyaloglás csapat  | Novák László Koltai Dávid Viktor Csaba István Bp. Honvéd                    |          |                                                        |          |                                                         |          |

### Nők
| Versenyszám            | Arany                                                                     | Arany      | Ezüst                                                                         | Ezüst    | Bronz                                                             | Bronz    |
| ---------------------- | ------------------------------------------------------------------------- | ---------- | ----------------------------------------------------------------------------- | -------- | ----------------------------------------------------------------- | -------- |
| 100 m                  | Rózsa Zsófia Bp. Honvéd                                                   | 11,92      | Listár Nikolett Alba Regia AK                                                 | 12,03    | Kaptur Éva Nyíregyházi VSC                                        | 12,09    |
| 200 m                  | Petráhn Barbara Szolnoki MÁV                                              | 23,93      | Vári Edit BEAC                                                                | 24,39    | Rózsa Zsófia Bp. Honvéd                                           | 24,41    |
| 400 m                  | Petráhn Barbara Szolnoki MÁV                                              | 52,68      | Nemes Rita MISI SC                                                            | 54,94    | Somogyvári Mónika Újpesti TE                                      | 55,88    |
| 800 m                  | Kácser Krisztina DAC                                                      | 2:10,25    | Czebei Réka Favorit AC                                                        | 2:10,91  | Bojki Andrea PSE                                                  | 2:11,46  |
| 1500 m                 | Erdélyi Zsófia Gödöllői EAC                                               | 4:25,91    | Badis Anissa Zsófia VEDAC                                                     | 4:28,77  | Kis Zsanett Újpesti TE                                            | 4:33,56  |
| 5000 m                 | Erdélyi Zsófia Gödöllői EAC                                               | 16:46,94   | Kis Zsanett Újpesti TE                                                        | 16:57,92 | Kostyál Ágnes Oroszlányi Triatlon                                 | 16:59,67 |
| 10 000 m               | Staicu Simona MISI SC                                                     | 34:08,49   | Papp Krisztina Újpesti TE                                                     | 34:10,20 | Teveli Petra Újpesti TE                                           | 34:14,15 |
| 100 m gát              | Vári Edit BEAC                                                            | 13,38      | Juhász Fanni Újpesti TE                                                       | 13,83    | Skoumal Réka Marathon AC                                          | 14,32    |
| 400 m gát              | Skoumal Réka Marathon AC                                                  | 59,92      | Farsang Evelin VEDAC                                                          | 1:00,92  | Somogyvári Mónika Újpesti TE                                      | 1:01,08  |
| 3000 m akadály         | Erdélyi Eszter Újpesti TE                                                 | 10:32,45   | Kácser Krisztina Dunaújvárosi AC                                              | 10:41,43 | Kácser Zita Dunaújvárosi AC                                       | 10:44,27 |
| 4 × 100 m              | Frey Virág Zsigovics Natália Nyusa Viktória Turcsik Katalin Alba Regia AK | 47,45      | Bp. Honvéd                                                                    | 47,79    | Debreceni SC                                                      | 48,21    |
| 4 × 400 m              | Doma Zdenka Novák Fruzsina Rózsa Zsófia Varga Bianka Bp. Honvéd           | 3:50,08    | Nyusa Viktória Turcsik Katalin Varga Fruzsina Zsigovics Natália Alba Regia AK | 3:52,88  | Dajka Zita Erdélyi Zsófia Pék Andrea Pölöskei Zsófia Gödöllői EAC | 3:52,95  |
| magasugrás             | Győrffy Dóra Debreceni SC                                                 | 1,87 m     | Babos Rita Győri Dózsa                                                        | 1,79 m   | Óvári Zita Szolnoki MÁV                                           | 1,75 m   |
| rúdugrás               | Molnár Krisztina Újpesti TE                                               | 4,20 m     | Erős Enikő Ferencvárosi TC                                                    | 3,80 m   | Koppány Gabriella KSI                                             | 3,80 m   |
| távolugrás             | Stajerné Deák Katalin Ferencvárosi TC                                     | 6,10 m     | Babos Rita Győri Dózsa                                                        | 5,97 m   | Vörös Orsolya Kecskeméti ARC                                      | 5,77 m   |
| hármasugrás            | Babos Rita Győri Dózsa                                                    | 13,06 m    | Disztl Gabriella Alba Regia AK                                                | 12,58 m  | Rácz Tünde Nyíregyházi VSC                                        | 12,50 m  |
| súlylökés              | Márton Anita Békéscsabai AC                                               | 14,38 m    | Divós Katalin Dobó SE                                                         | 14,17 m  | Óvári Zita Szolnoki MÁV                                           | 13,81    |
| diszkoszvetés          | Császár Katalin HVSE                                                      | 49,83 m    | Divós Katalin Dobó SE                                                         | 49,32 m  | Márton Anita Békéscsabai AC                                       | 47,21 m  |
| kalapácsvetés          | Nickl Vanda Dobó SE                                                       | 64,39 m    | Divós Katalin Dobó SE                                                         | 61,01 m  | Németh Noémi Dobó SE                                              | 60,09 m  |
| gerelyhajítás          | Frajka Xénia SSE                                                          | 55,08 m    | Szabó Nikolett Ferencvárosi TC                                                | 51,58 m  | Nagy Xénia Debreceni SC                                           | 49,42 m  |
| hétpróba               | Óvári Zita Szolnoki MÁV                                                   | 5559       | Vörös Orsolya Kecskeméti ARC                                                  | 5325     | Skoumal Réka Marathon AC                                          | 5276     |
| félmaraton             | Papp Krisztina Újpesti TE                                                 |            | Staicu Simona MISI SC                                                         |          | Földingné Nagy Judit Győri Dózsa                                  |          |
| félmaraton csapat      | Kovács Ida Nagy Mónika Badiss Anissa Zsófia VEDAC                         | 3:58:55    | Újpesti TE                                                                    | 3:59:13  | Vasas                                                             | 4:09:59  |
| maraton                | Földingné Nagy Judit Győri Dózsa                                          | 2:47:09    | Farkas Katalin MISI SC                                                        | 2:50:14  | Takács Andrea Vasas                                               | 2:58:38  |
| maraton csapat         | Nagy Nikolett Nadicsán Alexandra Farkas Pálma MAC                         | 11:32:31   |                                                                               |          |                                                                   |          |
| mezeifutás 6 km        | Staicu Simona MISI SC                                                     | 20:41      | Teveli Petra Újpesti TE                                                       | 20:57    | Csomor Erika Ferencvárosi TC                                      | 21:35    |
| mezeifutás 6 km csapat | Teveli Petra Erdélyi Eszter Kis Zsanett Újpesti TE                        | 15         | Brassay Réka Badis Anissa Zsófia Nagy Mónika VEDAC                            | 25       | Takács Andrea Gyurkó Fanni Anna Várhelyi Petra Vasas              | 33       |
| 10 km gyaloglás        | Varró Katalin Hunyadi DSE                                                 | 50:49,05   | Kovács Andrea TFSE                                                            | 51:11,83 | Gerendási Eszter BEAC                                             | 51:15,89 |
| 10 km gyaloglás csapat | Gerendási Eszter Kardos Cecília Kágyi Beáta BEAC                          | 2:41:10,32 |                                                                               |          | Varró Katalin Kukucska Zita Troják Anett Hunyadi DSE              |          |
| 20 km gyaloglás        | Füsti Edina Tatabányai SC                                                 | 1:40:08    | Kernács Krisztina Bp. Honvéd                                                  | 1:43:09  | Varró Katalin Hunyadi DSE                                         | 1:43:51  |
| 20 km gyaloglás csapat | Kernács Krisztina Gruber Orsolya Nemere Dóra Bp. Honvéd                   | 5:38:28    | Varró Katalin Kukucska Zita Lőrincz Dóra Hunyadi DSE                          | 6:28:32  |                                                                   |          |

## Téli dobóbajnokság
Férfiak
| Versenyszám   | Arany                     | Arany   | Ezüst                | Ezüst   | Bronz                  | Bronz   |
| ------------- | ------------------------- | ------- | -------------------- | ------- | ---------------------- | ------- |
| diszkoszvetés | Máriássy Ádám Bp. Honvéd  | 50,33 m | Mozsdényi Dávid TFSE | 50,28 m | Páli Viktor VEDAC      | 49,60 m |
| kalapácsvetés | Pars Krisztián Dobó SE    | 76,32 m | Németh Zsolt Dobó SE | 68,74 m | Németh Kristóf Dobó SE | 67,22 m |
| gerelyhajítás | Patkó Dániel Szolnoki MÁV | 70,67 m |                      |         |                        |         |

Nők
| Versenyszám   | Arany                   | Arany   | Ezüst                       | Ezüst   | Bronz                       | Bronz   |
| ------------- | ----------------------- | ------- | --------------------------- | ------- | --------------------------- | ------- |
| diszkoszvetés | Divós Katalin Dobó SE   | 50,02 m | Márton Anita Békéscsabai AC | 48,58 m | Császár Katalin Haladás VSE | 43,68 m |
| kalapácsvetés | Divós Katalin Dobó SE   | 62,58 m | Németh Noémi Dobó SE        | 61,50 m | Nickl Vanda Dobó SE         | 60,38 m |
| gerelyhajítás | Nagy Xénia Debreceni SC | 49,94 m |                             |         |                             |         |